# Hesselbach (Bad Laasphe)
Hesselbach (abgeleitet von „Haselgesträuch, das den Bach umgab“, mundartlich Haesselboch) ist ein Stadtteil von Bad Laasphe im nordrhein-westfälischen Kreis Siegen-Wittgenstein. Der Ort liegt zwischen 450 und 624 Meter über NHN. Die vollständige Bewaldung der umgebenden Berge ist der Grund für den Wahlspruch „Hesselbach, im Kranz der grünen Berge“.

## Geographie

### Lage

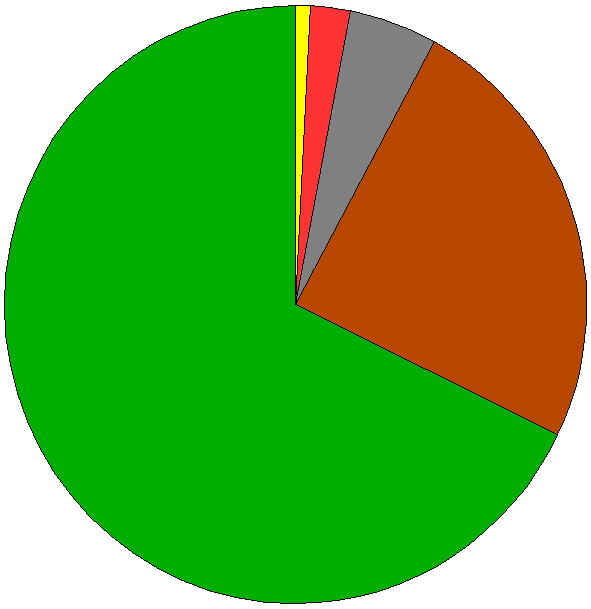
Relative Flächenverteilung; Legende: █ − Wald, █ − Garten- und Acker, █ − Verkehr, █ − Gemeinde, █ − Rest

Der Ort liegt im südlichen Wittgenstein, etwa sechs Kilometer südsüdwestlich der Kernstadt Bad Laasphe und ca. zwei Kilometer von der hessischen Landesgrenze entfernt. Die angrenzenden Orte sind, von Norden beginnend im Uhrzeigersinn: Banfe, Wiesenbach, Kleingladenbach, Achenbach, Fischelbach und Bernshausen.
Der Ort ist im Norden vom Banfer Berg, im Nordosten vom Spreitzkopf (627 m), im Süden bzw. Südwesten vom Halberg (495,2 m) und Großen Bohnstein (500,5 m) und im Westen vom Burgberg (563,2 m) umschlossen. Im Nordosten der Gemarkung liegt die Einzelsiedlung Ditzrod. Der Hesselbach fließt entlang des Dorfes und entwässert das Tal nach Westen in die Banfe.
Zwei Drittel der 8,83 km² der Gemarkung Hesselbach sind bewaldet.

### Naturräumliche Gliederung
Die Gemarkung Hesselbach mit ihren 8,83 km² (Stand: 31. Dezember 1996) ist in 1328 Flurstücke aufgeteilt. Davon macht die Waldfläche mit 67,98 % (6 km²) den größten Anteil aus. Mit großem Abstand folgt das Garten- und Ackerland mit 2,1 km². Daneben wird 0,43 km² als Verkehrsfläche und 0,19 km² als Gemeindefläche genutzt.
In der Gemarkung liegen die Naturschutzgebiete Großer Bohnstein im Südwesten und Wahbachtal im Nordosten. Letzteres setzt sich auf der Gemarkung der Kernstadt Bad Laasphe fort. Das ganze Gebiet Hesselbachs ist Teil des Naturpark Sauerland-Rothaargebirge und teilweise Teil des Landschaftsschutzgebietes Bad Laasphe. Im Bereich der ehemaligen Bergbau-Gruben wie beispielsweise dem „Berghäuschen“ sind mehrere seltene Fledermaus-Arten beheimatet.

## Geschichte

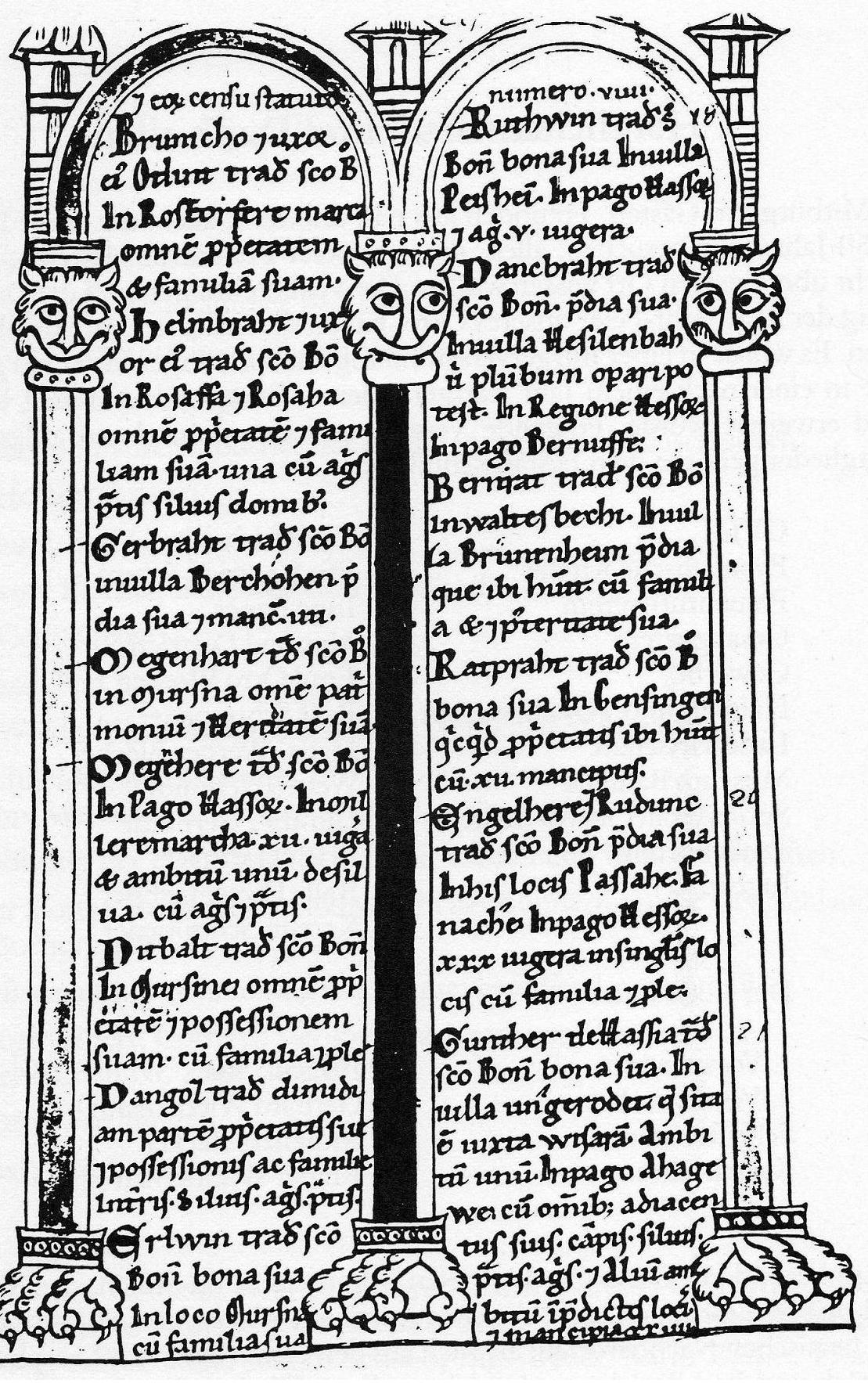
Schenkungsurkunde aus dem Jahr 802

### Dokumentierte Geschichte
Die erste urkundliche Erwähnung von Hesselbach steht im Zusammenhang mit einer Schenkung von Bleigruben eines Dankbracht an das Kloster Fulda im Jahr 802. Zu dieser Zeit gehörte der Ort zum Perfgau, einem Untergau des Oberlahngaus. Ab 1232 besaßen die Ritter von Breidenbach den Ort, bis 1307 Graf Wittekind von Wittgenstein und dessen Bruder für 15 Mark Pfennig einige Dörfer, darunter Hesselbach, kauften. Bis 1806 gehörte der Ort zur Grafschaft Sayn-Wittgenstein-Hohenstein, von 1806 bis 1816 zu Hessen-Darmstadt, seit 1816 zur preußischen Provinz Westfalen.
In der Endphase des Zweiten Weltkrieges rückten US-amerikanische Truppen am 29. März 1945 auf Hesselbach vor. Von verheerenden Bombenangriffen wie im nahen Erndtebrück blieb der Ort verschont. Ein letztes Aufgebot leistete erbitterten Widerstand gegen die heranrückenden US-amerikanischen Soldaten. In der Hesselbacher Mühle verschanzte sich das „Bataillon Wittgenstein“; es zog sich bei Anrücken der US-amerikanischen Panzer zurück. Große Kämpfe im Ortsgebiet werden nicht genannt. An beide Weltkriege erinnert ein Denkmal in der Dorfmitte.

### Eingemeindung
Die selbstständige Gemeinde Hesselbach wurde nach den Bestimmungen des Sauerland/Paderborn-Gesetzes am 1. Januar 1975 in die Stadt (Bad) Laasphe eingegliedert.

### Religion
Hesselbach ist vorwiegend evangelisch geprägt. Alle zwei Wochen findet in der Kapelle ein Gottesdienst statt. Daneben gibt es Bibelkreise, Jungscharen, einen Posaunenchor und eine Kindergottesdienstgruppe.

### Einwohnerentwicklung
Die Zahl der Einwohner bleibt seit Jahrzehnten konstant. Wegen des Ersten und Zweiten Weltkrieges sank die Zahl der Einwohner, weil viele Männer im Krieg gefallen waren.

Einwohnerentwicklung von Hesselbach von 1819 bis 2005 nach nebenstehender Tabelle

| Jahr | Einwohner |
| ---- | --------- |
| 1819 | 210       |
| 1861 | 369       |
| 1918 | 343       |
| 1933 | 407       |
| 1950 | 529       |
| 1961 | 512       |

| Jahr | Einwohner |
| ---- | --------- |
| 1965 | 567       |
| 1970 | 554       |
| 1974 | 522       |
| 1985 | 558       |
| 2005 | 591       |
| 2019 | 549       |

## Politik
Der Ortsvorsteher Hesselbachs ist seit 2020 Walter Bohner (SPD).

## Kultur und Sehenswürdigkeiten

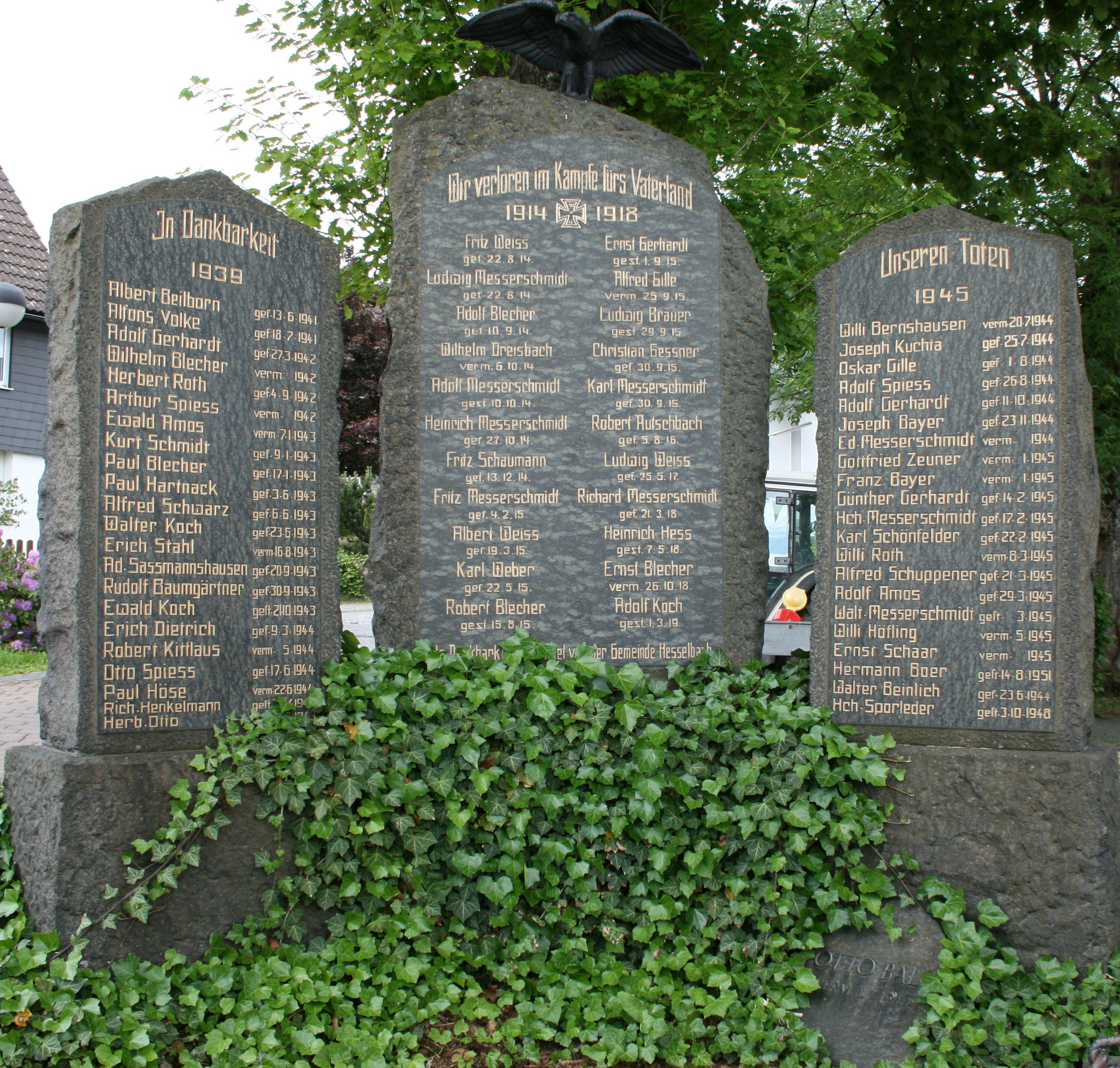
Mahnmal an der Friedenseiche

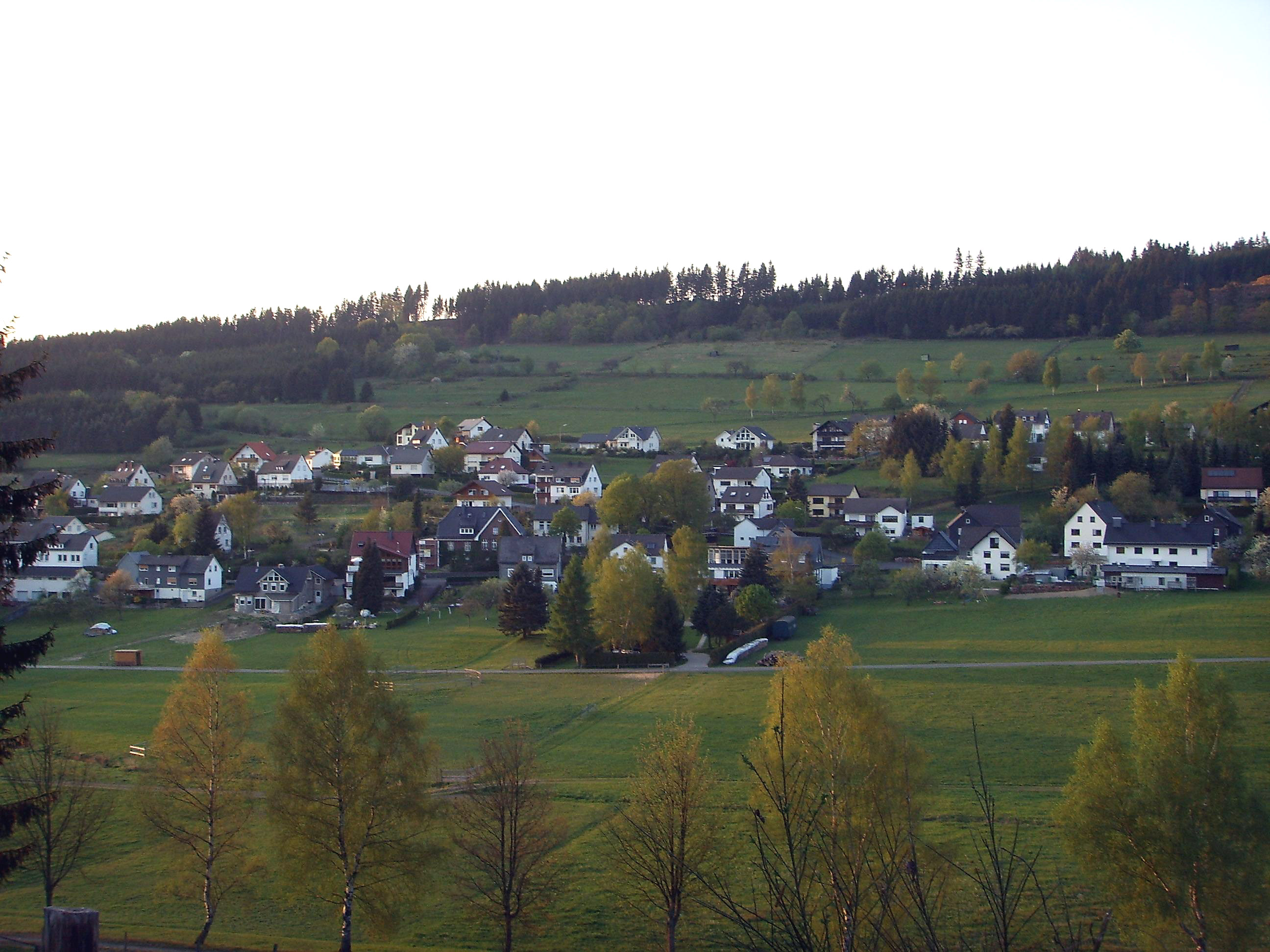
Hesselbach von Süden aus während der Abenddämmerung

Der Ort verfügt über eine „landwirtschaftliche Prägung“ sowie „winklige Straßenverläufe“ und weist ein reges Vereinsleben auf.

### Kapelle
Die Kapelle Hesselbach wurde zwischen 1558 und 1598 als einschiffiger schlichter Renaissancebau mit den Maßen 10 mal 6 m errichtet. 1966/67 wurde sie um einen Querbau erweitert und umgestaltet.

### Denkmal
Im Andenken an den Deutsch-Französischen Krieg wurde in der Dorfmitte im Jahr 1871 eine Friedenseiche gepflanzt. Diese war bis zur Fällung im Jahr 2021 als Naturdenkmal der Stadt Bad Laasphe geschützt.  Davor befindet sich seit 1956 ein Mahnmal für die Opfer der Weltkriege.

### Sportstätten

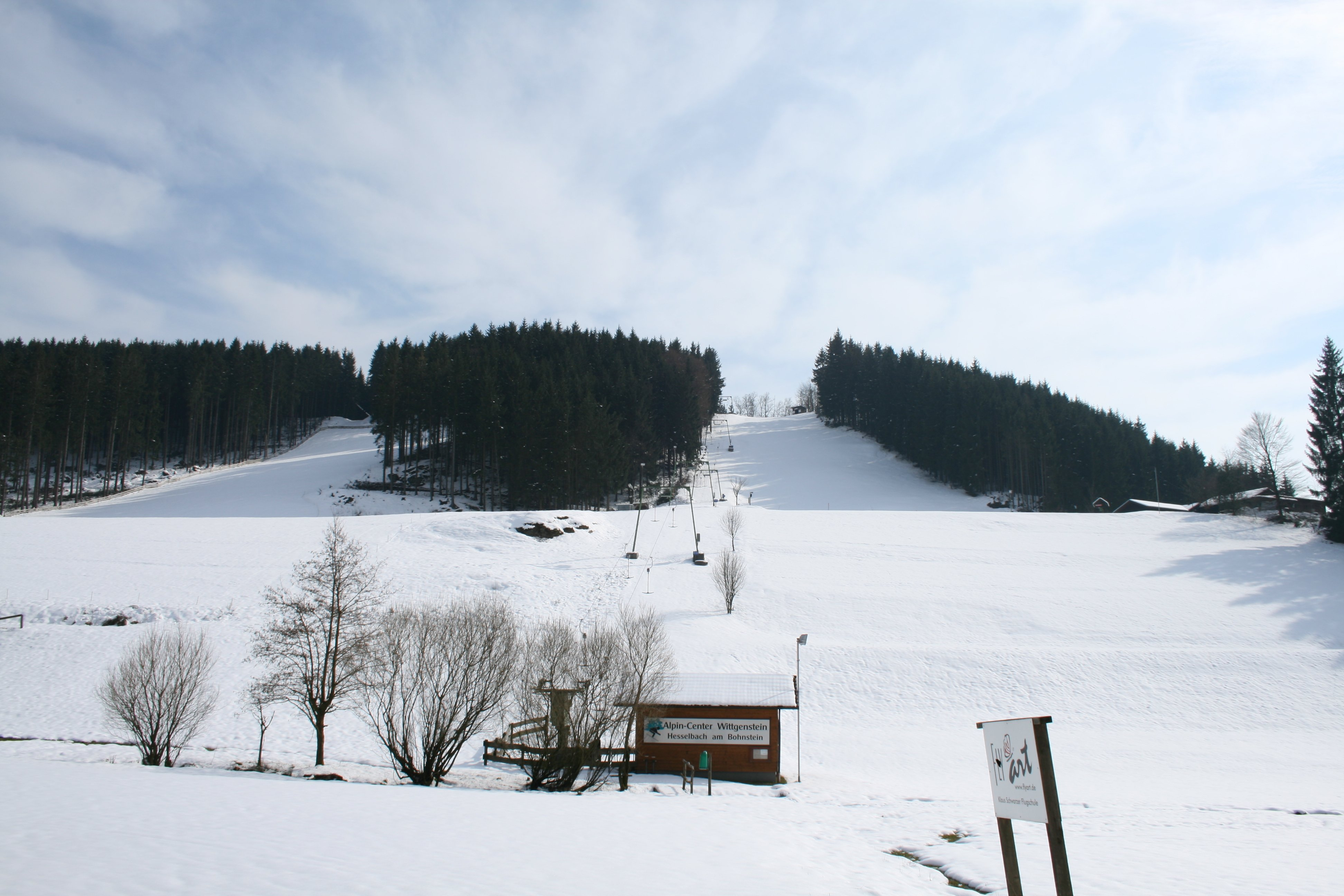
Alpincenter Wittgenstein

Hesselbach besitzt ein kleines Freibad. Der erste Bau stammt aus dem Jahr 1933. In den 1980er Jahren erfolgte eine umfassende Renovierung. Es wird vom Förderverein Freibad Hesselbach getragen und verfügt über eine Solarheizung auf dem Dach.
Eine Skipiste mit Ankerlift liegt auf dem Großen Bohnstein (→ Skigebiet Hesselbach). Nahe der Ortschaft liegt auf dem Halberg der Kunstrasen-Sportplatz Halberg-Arena mit Vereinsheim.
Es gibt ein gut ausgebautes Wanderwege-Netz mit Anbindung an den Rothaarsteig. Der Boxbachpfad verläuft durch Hesselbach.

### Vereine
Hesselbach besitzt zahlreiche Vereine, die sich mit dem sportlichen und kulturellen Leben der Einwohner beschäftigen. Darunter befinden sich ein Heimat- und Verkehrsverein, ein CVJM-Ortsverein mit Posaunenchor, eine Dorfjugend (entspricht einer Burschenschaft), Kinder- und Jugendförderverein und der Förderverein Freibad Hesselbach. Weiter gibt es einen Damenturnverein, Kiting und den SV Oberes Banfetal mit Abteilungen in den Sportarten Ski, Inline und Fußball.
Des Weiteren hat sich 2016 ein „Arbeitskreis Zukunft Hesselbach“ gegründet. Neben der Veranstaltung von Bürgertreffen geht es um die Dorfentwicklung sowie den Erhalt und den Ausbau der Lebensqualität. Darunter fällt unter anderem eine Bücherbox und ein Dorfinfoflyer („Hesselbacher Anzeiger“).

### Regelmäßige Veranstaltungen
Die größte Veranstaltung von Hesselbach ist das jährliche Aufstellen des Pfingstbaumes. Dabei wird ein etwa 25 bis 30 Meter langer Baum bis auf ca. drei Meter Krone entastet und geschält. Traditionell wird dieser dann mit drei Paar mit Stricken gebundenen Fichtenstangen aufgestellt. Das Fest in seiner heutigen Form gibt es seit 1985. 2011 fand ein großes 25-jähriges Jubiläum mit Festzug und großer Discoparty mit Peter Lack statt.
Des Weiteren gibt es Konzerte des Posaunenchors und ein Kartoffelbratfest, welches der CVJM veranstaltet.

## Wirtschaft und Infrastruktur
Früher waren die Landwirtschaft und der Tourismus Haupteinnahmequellen. Zahlreiche „Sommerfrischler“ aus dem Ruhrgebiet kamen in den Luftkurort und übernachteten dort in einer der zahlreichen Pensionen. Heute pendeln die meisten Einwohner zur Arbeit in andere Orte.

### Landwirtschaft
Die Landwirtschaft wird im Ort ausschließlich als Nebenerwerb betrieben. Es dominiert die Rindvieh-Haltung auf den umliegenden Weiden.

### Bergbau
Hesselbach war schon seit der ersten urkundlichen Erwähnung durch den Abbau von Mineralien, wie Blei, geprägt. Teile der früheren Stollen sind heute noch zu sehen, aber nicht mehr begehbar.

### Tourismus
Bereits in den ersten Jahren nach dem Zweiten Weltkrieg besaßen fast alle Häuser Fremdenzimmer. Besonders in den 1960er und 1970er Jahren kamen sehr viel Gäste, vor allem aus dem Ruhrgebiet, zur Luftkur.

### Energie

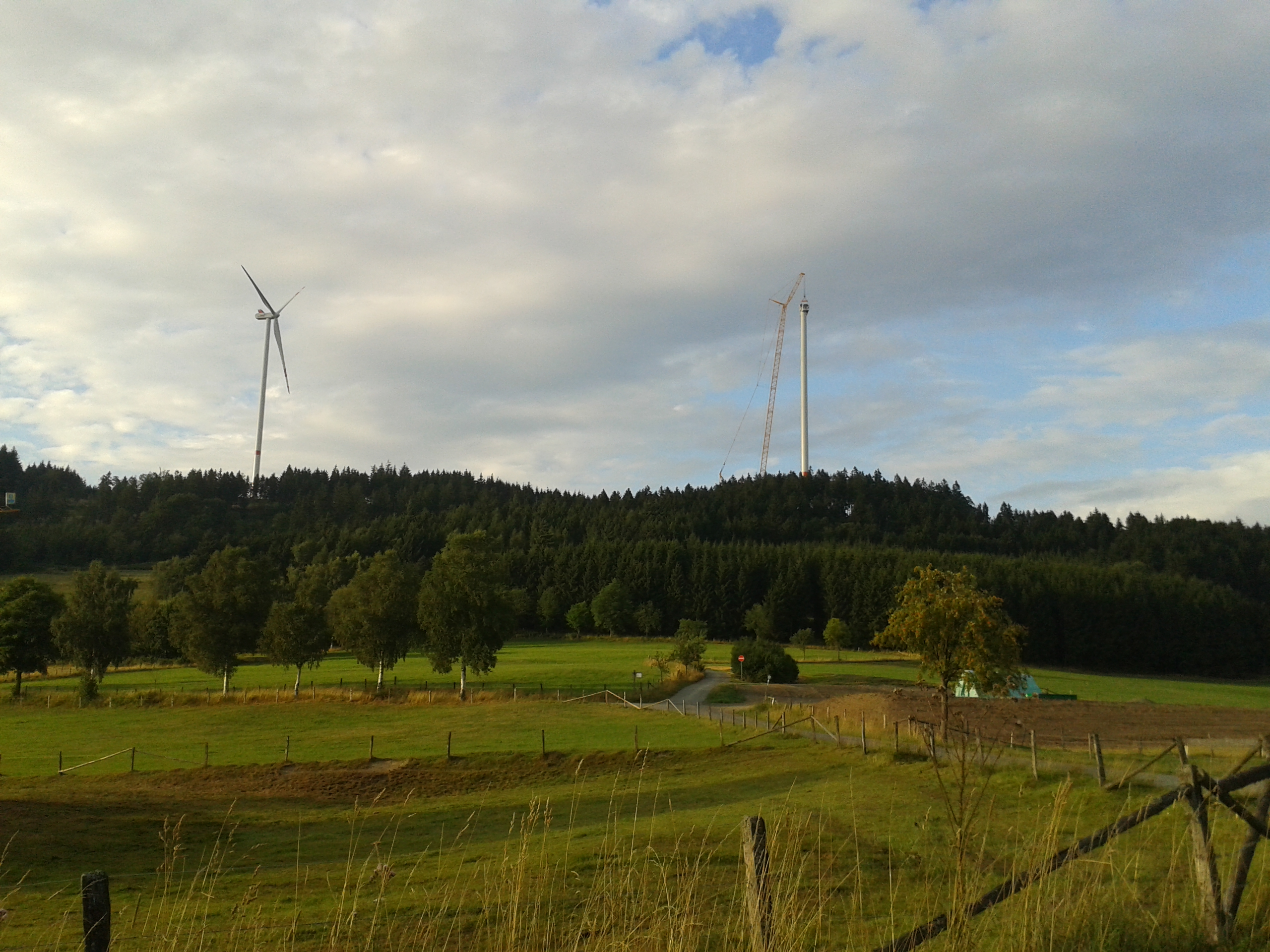
Aufsetzen des Maschinenhaus bei einer der beiden sichtbaren Windenergieanlagen

Bestehender Windpark im Norden Hesselbachs
Seit 2013 steht auf der Gemarkung Hesselbach ein Teil des Windparks Hesselbach mit inzwischen zehn Windkraftanlagen und einer Gesamtleistung von etwa 31 MW.
Geplante Anlagen südlich des Ortes
Im September 2014 wurden Pläne für den Bau von drei Windkraftanlagen auf dem großen Bohnstein bekannt. Der Kreis Siegen-Wittgenstein hat die Entscheidung aber erstmal zurückgestellt. Die Stadtverwaltung entschied den Antrag für die Errichtung von Windkraftanlagen bis zum 25. Juni 2016 zurückzustellen. Durch die Ausweisung von Windenergie-Vorrangzonen möchte die Stadt die Umzingelung Hesselbachs verhindern und hat mit dieser Begründung den Antrag abgelehnt. Die drei geplanten Vorrangzonen würde die Errichtung weiterer Windräder nur nördlich bzw. nordöstlich von Hesselbach erlauben. Die mögliche Errichtung der drei Windenergieanlagen wurde von den Dorfbewohnern aufgrund der Umfassung des Ortes sehr kritisch gesehen. Gegen diese Pläne wurde im Oktober 2016 eine Bürgerinitiative gegründet, welche eine große Bürgerversammlung veranstalteten. Im Januar 2017 wurde der Antrag vom Kreis Siegen-Wittgenstein abgelehnt.

### Versorgung
Ab dem 16. Juni 1949 sind Trinkwasserleitungen im Ort vorhanden und seit dem 1. Januar 1962 gibt es eine Müllabfuhr. Seit 1975 findet der Abtransport des Mülls mit 240-Liter-Behältern statt, die Ortsdeponie wurde geschlossen. Von September 1978 bis Mai 1980 wurde das Klärwerk an der Hesselbacher Mühle gebaut und der Ort an ein Kanalisationsnetz angeschlossen. Dieses wurde später geschlossen; heute werden die Abwässer nach Bad Laasphe weitergeleitet und in Wallau verarbeitet.
Das Trinkwasser stammt vom Wasserverband Siegen-Wittgenstein, welcher die Obernautalsperre und Breitenbachtalsperre betreibt. Zusätzlich wird seit 2016 aus dem Ludwigsstollen Trinkwasser gewonnen, welcher im westlichen Teil der Gemarkung liegt. Dieses Wasser dient zur Versorgung von Hesselbach, Fischelbach und Breidenbach.

### Verkehr

#### Straßenverkehr
Hesselbach ist über die Kreisstraße 36, auch Armer Mann genannt, erreicht. Sie zweigt von der B 62 in Bad Laasphe ab und mündet in die Landesstraße 718. Von der Dorfmitte aus führt die Kreisstraße 37 in das hessische Wiesenbach. Ferner gibt es Wirtschaftswege nach Achenbach, Banfe und Fischelbach.
Die nächstgelegenen Autobahnauffahrten befinden sich im Westen in Siegen, Wilnsdorf und Dillenburg jeweils zur A 45. Die Bundesstraßen 62 und 253 verlaufen in einigen Kilometern Entfernung im Nordosten und Südosten.

#### Öffentlicher Personennahverkehr
Der Ort ist über die drei Bushaltestellen Dorfmitte, Post und Ortseingang an das Netz der Verkehrsgemeinschaft Westfalen-Süd angebunden. Linien- und Schülerbusse der Verkehrsbetriebe Westfalen-Süd bedienen den Ort und fahren in Richtung Fischelbach oder Bad Laasphe.

### Bildung
Hesselbach verfügt seit dem 26. August 1942 über einen Kindergarten. Dieser ist mit 14 Kindern (Stand 2017) der kleinste in Wittgenstein. Der Ort hatte bis zum 1. August 1969 eine Volksschule. Heute besuchen die Schüler die Grundschule in Banfe und die weiterführenden Schulen in Bad Laasphe.